# Karl August Nicander
Karl August Nicander (20. marts 1799 i Strängnäs – 7. februar 1839 i Stockholm) var en svensk digter.
Nicander blev student 1817 og filosofisk magister 1824. Han optrådte 1819 med sine første digte i "Kalender for damer", men allerede året efter udgav han, påvirket af de la Motte Fouqué og Oehlenschläger, skuespillet Runesvärdet, der fremstiller optrin fra brydningstiden mellem hedenskab og kristendom; det gjorde stor lykke ved sin fremkomst (oversattes på finsk og fransk), mest ved sine lyriske partier.
I 1822 udgav Nicander digtsamlingen Fjärilar från Pinden, og samme år optogs han som medlem i "Götiska förbundet", hvor han oplæste 16 runor, som senere udgavs, og af hvilke Erik Vasas runa er den mest kendte. Under en fodtur i Norge inspireredes han til nye digtninge, og af disse samlede han 1825—26 to hefter Dikter, udarbejdede Fosterlandskänslan og Tassos död, der begge fik præmie af Svenska Akademien.
I 1827 udkom Nya dikter, hvori Konung Enzio findes, som forråder påvirkning fra Tegnérs lige udkomne Frithiofs saga. Nicanders digte fra denne tid, for eksempel Mitt liv, min sång, min död, Aftonen og særlig Vågen, vidner om kraft og stemningsfylde, som dog trænger til større uddybelse. I 1827 rejste han med understøttelse til Italien, og i gribende digte skildrede han sin glæde under opholdet i dette land, som han bestandig havde længtes imod.
Fattigdom nødte ham dog til temmelig snart at vende tilbage, og den måtte han stadig kæmpe med. De digte, noveller og rejseminder, Minnen från Södern (1831, et nyt bind udgavs 1839 efter hans død«), Hesperider (1835), han udgav efter sin hjemkomst, rummer vel udtryk for samme stemning som før, men kraften er forsvunden, og den større tankedybde er udebleven; derfor gled Nicander lidt efter lidt ind i den offentlige bevidsthed som efterklangsromantiker.
Dette skønt han lige til det sidste frembragte værdifulde poesier som Lejonet i öknen (1838), en apoteose til hans yndlingshelt Napoleon. For scenen bearbejdede han Othello (1826), Röfvarbandet (1834) og Orleanska jungfrun (1836), og selv gjorde han udkast til flere skuespil, men fik dem ikke fuldendt. Samlade dikter udgavs I—IV 1839—41 og flere gange senere, sidst 1883.